# Реакційна схема Боуена
Реакційна схема Боуена – схема, якою визначається послідовність утворення мінералів при кристалізації магми. За цією схемою, з магми одночасно, за евтектикою, виділяються лише два мінерали – один фемічний, другий – плагіоклаз, рідше – три мінерали, причому зміна парагенезисів відбувається внаслідок реакції мінералів, які утворилися раніше, з залишковим розплавом.